# Heinrich Balthasar Wagnitz

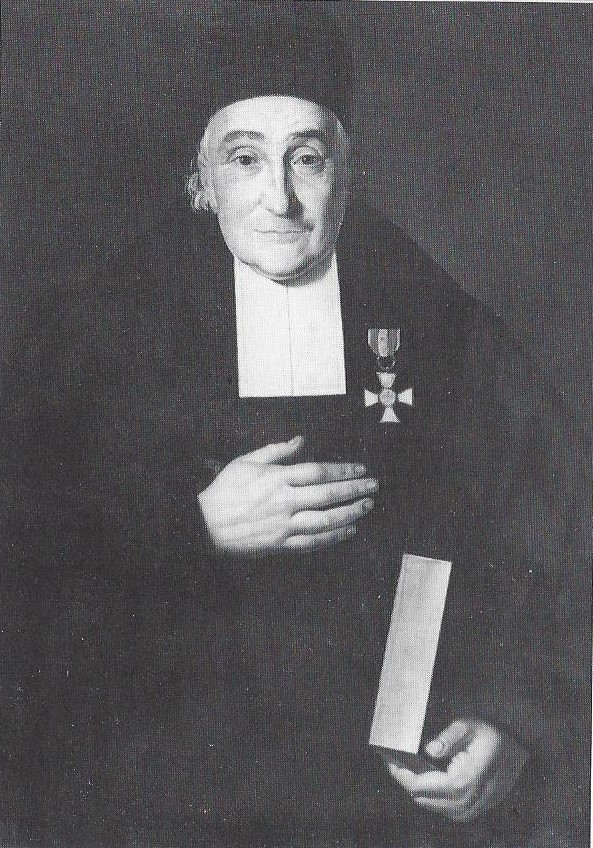
Heinrich Balthasar Wagnitz

Heinrich Balthasar Wagnitz (* 8. September 1755 in Halle (Saale); † 28. Februar 1838 ebenda) war ein deutscher Theologe und Gefängnisprediger. Er gilt als einer der wichtigsten Reformatoren des deutschen Strafvollzugsrechts.

## Leben
Wagnitz kam 1755 als Sohn eines Kaufmanns in Halle a./S. zur Welt. Als einziges Kind seiner Eltern wuchs er wohlbehütet auf. Die frühe christliche Erziehung im Elternhaus legte den Grundstein für sein weiteres Leben. Im Alter von 17 Jahren nahm er das Studium der Theologie an der (pietistischen) Friedrichs-Universität Halle auf. Seine wissenschaftliche Neigung und sein späteres Denken wurden von dem aufklärerischen Ansatz seiner Lehrer geprägt.
1775 verließ Wagnitz die Universität, um die Stelle eines Hauslehrers für zwei Jahre anzutreten. Im Juni 1777 wählte man ihn zum vierten Prediger der Marktkirche Unser Lieben Frauen. In dieser Funktion hatte er wenige Amtsgeschäfte zu erledigen. Dies ließ ihm Raum, seinen wissenschaftlichen Interessen nachzugehen. Attraktive Angebote einer Professur der Theologie in Kiel oder einer Feldpredigerstelle bei einem Infanterieregiment schlug er aus.
Das Jahr 1784 war für Wagnitz sowohl beruflich wie auch privat von besonderer Bedeutung. Er wurde neben seinem Amt als Prediger der Marienkirche auch Prediger am Zucht- und Arbeitshaus zu Halle. Diese Anstellung behielt er bis zur Aufhebung der Anstalt im Jahre 1817. Ebenfalls 1784 heiratete er Louise Hirsekorn. 38 Jahre führten die Eheleute eine kinderlose, aber offenbar glückliche Beziehung. Beide setzten sich für unvermögende Kinder und Studenten ein, die vor allem aus dem Fonds des Hallischen Patriotischen Wochenblatts unterstützt wurden, dessen Herausgeber er über viele Jahre war.
Mit seinem Amt als Prediger am Zuchthaus begann seine größte Schaffenskraft. 20 Jahre lang befasste er sich mit der ihn bewegenden „moralischen Verbesserung“ der Gefangenen. Angeregt durch John Howards Bemühungen um die Verbesserung der Strafanstalten in England widmete sich Wagnitz der allgemeinen Verbesserung der Zuchthäuser in Deutschland. Auf sein Betreiben hin wurden vielfältige Veränderungen in der Einrichtung des Zucht- und Arbeitshauses zu Halle durchgeführt, das bereits Ende des 18. Jahrhunderts eines der besten in Deutschland war. Seine vielfältige praktische Arbeit hat Wagnitz durch rege schriftstellerische Tätigkeit ergänzt. In drei großen Werken setzte er sich intensiv mit den Fragen des Vollzugs der Freiheitsstrafe, der zweckmäßigen Einrichtung der Zuchthäuser, einer angemessenen Behandlung der Gefangenen und ihrer „moralischen Besserung“ auseinander. Mit diesen Schriften trug er wesentlich dazu bei, dass sich die Öffentlichkeit erstmals für das unpopuläre Thema Strafvollzug interessierte. Wagnitz kritisierte massiv die fehlerhafte Einrichtung der Zuchthäuser. Er stellte eine Mängelliste aufgrund eigener oder der Auswertung Beobachtungen anderer zusammen, die die Baulichkeiten, das Wirtschaftssystem, die Herkunft, Auswahl und Ausbildung der Beamten und Versorgung, Beschäftigung und „moralische Besserung“ der Gefangenen betreffen. Die Beamtenfrage blieb stets ein Kernproblem.
Auch aus den Berichten von John Howard und anderen Zeitgenossen geht hervor, dass die Bedeutung geeigneter Beamter bereits um 1780 klar erkannt worden war. Hingewiesen wird insbesondere auf die Aufsichtsbeamten, auf deren ausreichende Zahl und die angemessene Besoldung. Aber erst Wagnitz griff diese Forderungen in vollem Umfange auf. Fundamental neu war seine Forderung nach Ausbildung. Energisch betonte er die Bedeutung des Gefängnispersonals für die Verwirklichung des Strafzwecks: „Alles hängt von diesen, von ihrer Welt- und Menschenkenntnis, von der Art, wie sie mit ihren Untergebenen umgehen, von dem Beyspiel, das sie diesen geben, von der Aufsicht, die sie führen, ab“. Zur qualifizierten Ausbildung der „Officianten“ (siehe auch Allgemeiner Vollzugsdienst)schlug Wagnitz vor: „… für Zuchthausverwalter, Lazarethväter und Gefangenenwärter, in jeder Provinz und an dem Orte, wo ein Zuchthaus und Lazarett ist, ein Seminarium (anzulegen), in dem nicht nur, welches wol die Hauptsache wäre, ihr moralischer Charakter und ihre Geisteskräfte geprüft, sondern in welchem sie auch zu ihrem künftigen Dienst vorbereitet werden könnten, so weit eine Vorbereitung im Allgemeinen möglich ist….“.
Seine Vorschläge zur Personalauswahl, -führung und vor allem -ausbildung waren besonders pointiert und weitgehend. Dabei erkannte er, dass dies der Kernpunkt der Missstände in den Zuchthäusern war. Solange nichts an der Auswahl oder der Ausbildung des Personals geändert wurde, solange würden auch die beschriebenen Mängel bestehen bleiben. Deshalb konzentrierte er seine Vorschläge zur Strafvollzugsreform auf zwei Dinge, die Einrichtung der Strafanstalten und das darin tätige Personal. Wagnitz Interessen wirkten sich darüber hinaus in der Mitarbeit im öffentlichen Leben aus. Er erhielt als Universitätslehrer wissenschaftliche, als Superintendent geistliche und wie sich anlässlich seines 50-jährigen Amtsjubiläums an der Marienkirche zu Halle im Jahre 1827 erwies, alle üblichen bürgerlichen Ehrungen. Altersschwäche und häufige Erkrankungen zwangen ihn, einen Teil seiner Pflichten als Prediger an der Marienkirche seinen Amtskollegen zu überlassen.
Auf eigenen Wunsch wurde Wagnitz am 1. Juli 1834 nach 57 Jahren des Dienstes als Prediger und schließlich als Ober-Prediger an der Marienkirche zu Halle in den Ruhestand versetzt. Danach zog er sich sukzessive aus dem öffentlichen Leben zurück. Am 28. Februar 1838 starb er im Alter von 83 Jahren.

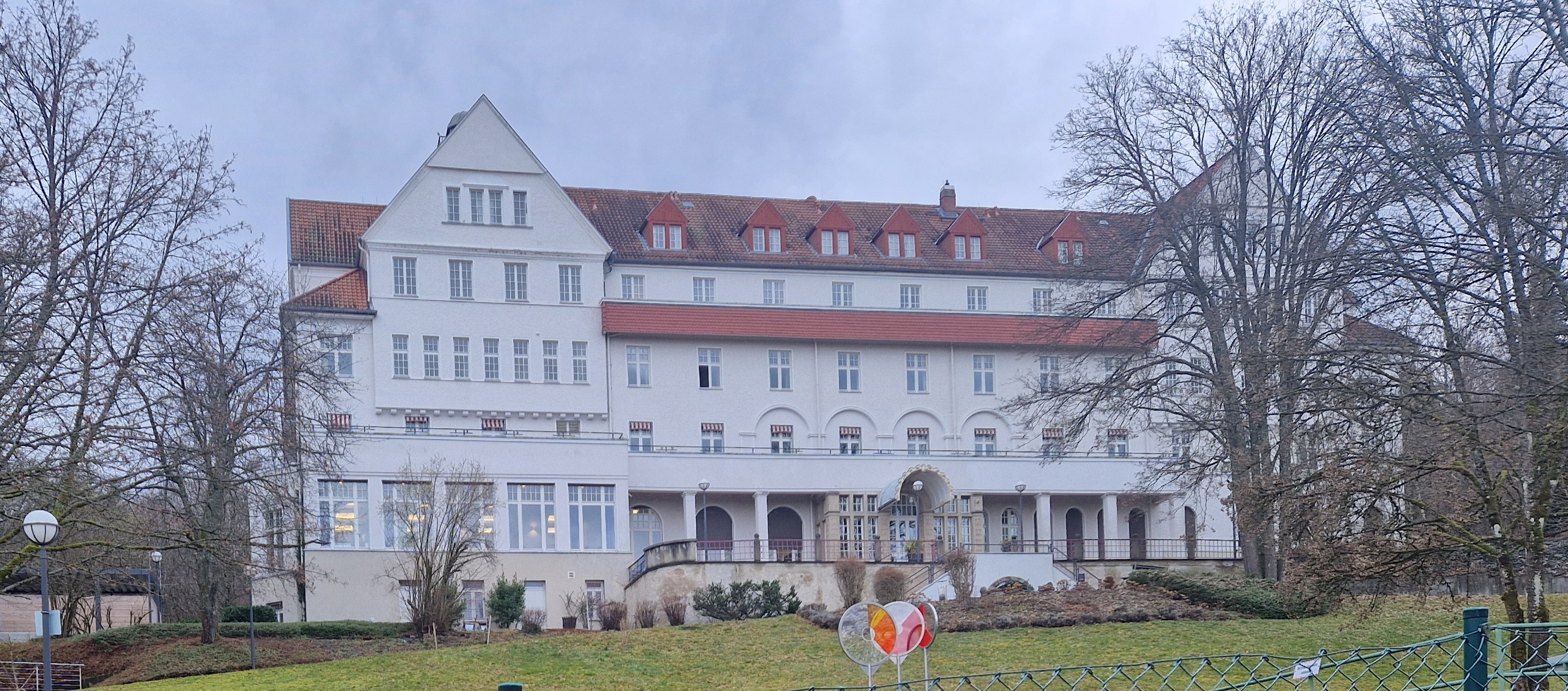
Joseph-Baum-Haus in Wiesbaden, Sitz des H.B. Wagnitz-Seminars

Der Justizvollzug Hessen betreibt unter dem Namen H.B. Wagnitz-Seminar ein Dienstleistungszentrum im Joseph-Baum-Haus bei Wiesbaden.

## Auszeichnungen
- Roter Adlerorden
  - 3. Klasse (24. Juni 1827)
  - Schleife zur 3. Klasse (21. Januar 1838)[4]